# Апатин
Апатин (серб. Апатин, Apatin) — місто в Сербії, належить до общини Апатин Західно-Бацького округу автономного краю Воєводина. Містечко є адміністративним центром общини.

## Населення
Населення міста становить 4781 осіб (2002, перепис), з них:
- серби — 13.990 — 72,41 %
- румуни — 967 — 5,00 %,
- угорці — 848 — 4,38 %
- хорвати — 658 — 3,40 %,
- югослави — 612 — 3,16 %,

живуть також роми, чорногорці, німці, мусульмани та інші.